# Viluppuram (district)
Viluppuram is een district van de Indiase staat Tamil Nadu. In 2001 telde het district 2.943.917 inwoners op een oppervlakte van 7217 km². In 2019 verloor het door een splitsing echter de helft van zijn grondgebied.
Viluppuram behoorde aanvankelijk tot het district Zuid-Arcot. In 1993 werd Zuid-Arcot opgesplitst in twee afzonderlijke districten: Viluppuram en Cuddalore. In 2019 werd Viluppuram zelf in tweeën gesplitst, waarbij het westelijke gedeelte (Kallakurichi) sindsdien een apart district vormt.
Hoofdstad: Chennai
Districten: Ariyalur · Chengalpattu · Chennai · Coimbatore · Cuddalore · Dharmapuri · Dindigul · Erode · Kallakurichi · Kanchipuram · Kanyakumari · Karur · Krishnagiri · Madurai · Mayiladuthurai · Nagapattinam · Namakkal · Nilgiris · Perambalur · Pudukkottai · Ramanathapuram · Ranipet · Salem · Sivaganga · Tenkasi · Thanjavur · Theni · Thoothukudi · Tiruchirappalli · Tirunelveli · Tirupattur · Tirupur · Tiruvallur · Tiruvannamalai · Tiruvarur · Vellore · Viluppuram · Virudhunagar